# فور فور تو
فور فور تو (بالإنجليزية: FourFourTwo)‏ هي مجلة لكرة القدم تصدرها Future. تصدر شهريًا إصدارها 300 رقم في مايو 2019. وقد أخذت اسمها من تشكيل كرة القدم الذي يحمل نفس الاسم، 4–4–2.
في عام 2008، أُعلن أن فور فور تو قد أبرمت صفقة رعاية قميص لمدة ثلاث سنوات مع سويندون تاون، والتي بدأت في موسم 2008–09.
على الرغم من أن المجلة مقرها في المملكة المتحدة، إلا أنها متاحة أيضًا بـ16 لغة أخرى.

## المحررين
من بين المحررين البارزين لفور فور تو مات سنو وهيو سلايت وهايتش راتنا. المحرر المؤسس كان كارين بوكانان.

## الترتيب والجوائز

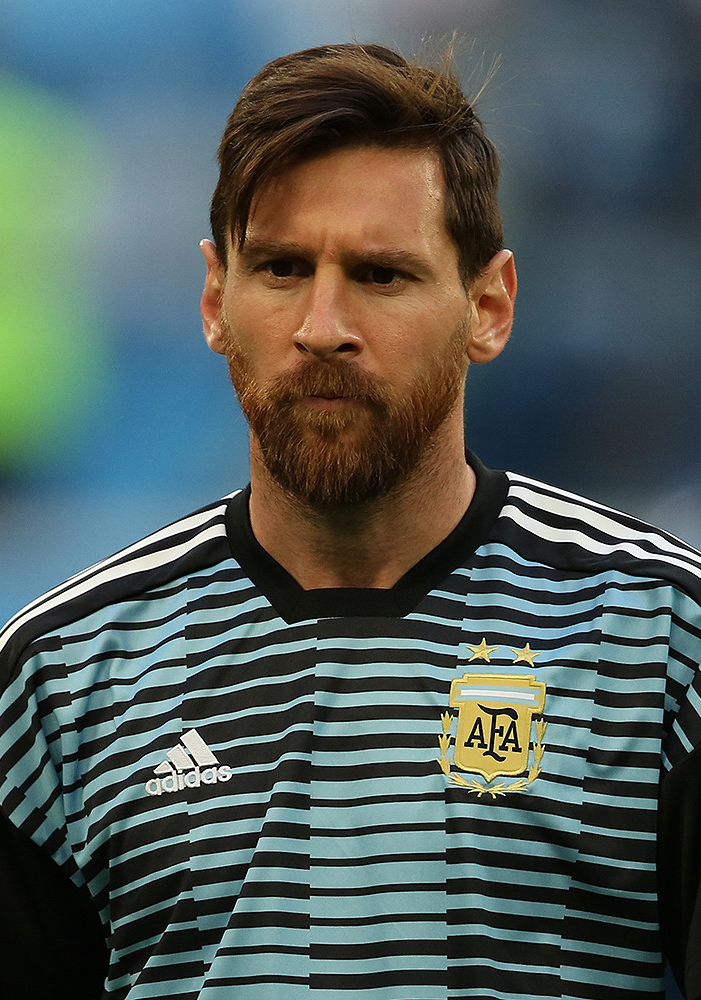
ليونيل ميسي هو أكثر من فاز بالجائزة بثمان مرات، أربعة منها في سنوات متتالية (2009–12).

تمتلك FourFourTwo عددًا من التصنيفات والجوائز السنوية. في عام 2007، قامت المجلة بتجميع أول FFT100، وهي قائمة تضم أفضل 100 لاعب كرة قدم في العالم – وفقًا لها. في نهاية موسم الدوري الإنجليزي الممتاز 2012–13، أعلنت شركة FourFourTwo عن أول جوائزها لمنطقة الإحصائيات. في مايو 2015، تم الإعلان عن القائمة الافتتاحية لأفضل 50 لاعبًا آسيويًا في كرة القدم العالمية. كما أنهم يقدمون أفضل 50 لاعباً من دوري كرة القدم.
| العام | اللاعب            | البلد     | النادي          |
| ----- | ----------------- | --------- | --------------- |
| 2007  | كاكا              | البرازيل  | ميلان           |
| 2008  | كريستيانو رونالدو | البرتغال  | مانشستر يونايتد |
| 2009  | ليونيل ميسي       | الأرجنتين | برشلونة         |
| 2010  | ليونيل ميسي       | الأرجنتين | برشلونة         |
| 2011  | ليونيل ميسي       | الأرجنتين | برشلونة         |
| 2012  | ليونيل ميسي       | الأرجنتين | برشلونة         |
| 2013  | كريستيانو رونالدو | البرتغال  | ريال مدريد      |
| 2014  | كريستيانو رونالدو | البرتغال  | ريال مدريد      |
| 2015  | ليونيل ميسي       | الأرجنتين | برشلونة         |
| 2016  | كريستيانو رونالدو | البرتغال  | ريال مدريد      |
| 2017  | ليونيل ميسي       | الأرجنتين | برشلونة         |
| 2018  | ليونيل ميسي       | الأرجنتين | برشلونة         |
| 2019  | ليونيل ميسي       | الأرجنتين | برشلونة         |
| 2020  | روبرت ليفاندوفسكي | بولندا    | بايرن ميونخ     |

| اللاعب            | الفوز |
| ----------------- | ----- |
| ليونيل ميسي       | 8     |
| كريستيانو رونالدو | 4     |
| كاكا              | 1     |
| روبرت ليفاندوفسكي | 1     |

## وصلات خارجية
- الموقع الرسمي